# Вне правил
«Вне правил» (англ. Rules Don't Apply) — американский драматический фильм 2016 года, снятый режиссёром Уорреном Битти.

## Сюжет
1958 год. Начинающая актриса Марла Мабри приезжает по контракту с миллионером Говардом Хьюзом в Лос-Анджелес. Там она знакомится с шофёром Фрэнком Форбсом, имеющим амбициозные планы. Влечению, испытываемому молодыми людьми друг к другу, противостоят не только их религиозные взгляды, но и первое правило Хьюза: никаких отношений между сотрудниками. Стремление Говарда разлучить Марлу и Фрэнка, а также их дальнейшее погружение в шоу-бизнес, заставляет молодых людей пересмотреть свои жизненные ценности и изменить свои жизни.

## В ролях
- Уоррен Битти
- Лили Коллинз
- Олден Эренрайк
- Аннетт Бенинг
- Мэттью Бродерик
- Алек Болдуин
- Хэйли Беннетт
- Кэндис Берген
- Дэбни Коулмэн
- Стив Куган
- Эд Харрис
- Меган Хилти
- Оливер Платт
- Мартин Шин
- Пол Сорвино
- Питер Маккензи
- Харт Бокнер
- Дан Десмонд
- Мадисин Ритланд
- Луиза Линтон
- Кристин Марзано
- Грэм Бекел
- Джеймс Кин
- Пауль Шнайдер

## Награды и номинации
- 2016 — Номинация на премию «Выбор критиков» Ассоциации кинокритиков вещательных компаний за лучшую песню — «The Rules Don’t Apply»[2]
- 2016 — Номинация на премию «Hollywood Music In Media Awards» за лучшую песню в кинофильме — «The Rules Don’t Apply»[3]
- 2016 — Номинация на премию сообщества кинокритиков Финикса за лучшую песню — «The Rules Don’t Apply»[4]
- 2017 — Номинация на премию «Золотой глобус» в категории «Лучшая актриса в комедии или мюзикле» — Лили Коллинз[5]
- 2017 — Премия «AARP Movies for Grownups Award»[6]:
  - номинация в категории «Лучший актёр» — Уоррен Битти
  - номинация в категории «Best Time Capsule»
- 2017 — Премия «Alliance of Women Film Journalists» за лучшую пару с большой разницей в возрасте — Лили Коллинз и Уоррен Битти[7]
- 2017 — Номинация на премию «Artios» Американского общества специалистов по кастингу за достижения в кастинге высокобюджетных фильмов или комедий — Дэвид Рубин и Мелисса Прайор[8]
- 2017 — Номинация на премию Ассоциации кинокритиков Джорджии за лучшую песню — «The Rules Don’t Apply»[9]
- 2017 — Премия «Hollywood Film Awards»[10]:
  - художник по костюмам года — Альберт Вольски
  - новичок Голливуда — Лили Коллинз